# São Tomé
São Tomé je hlavní město malého afrického ostrovního státu Svatý Tomáš a Princův ostrov. Leží na stejnojmenném ostrově, v zálivu Biafra, který je součástí Guinejského zálivu. Město dostalo název na památku dne, kdy byl tento ostrov objeven.
5 kilometrů od města se nachází letiště São Tomé International Airport s pravidelnými lety do Evropy a dalších afrických zemí.

## Historie
Ostrov Svatý Tomáš objevili v roce 1470 (na den sv. Tomáše, 21. prosince) portugalští mořeplavci Pêro Escobar a João de Santarém. Od roku 1485 zde probíhala kolonizace. São Tomé bylo založeno jako první osada v roce 1493. Portugalci sem dovezli odsouzence a mladé Židy, kteří pak s pomocí otroků zakládali plantáže cukrové třtiny.
Portugalskou nadvládu jen krátce přerušili Holanďané v letech 1641 – 1644.. Plantáže začaly upadat poté, co bylo ve 40. letech 19. století zrušeno otroctví, jejich význam se obnovil v 80. letech díky pěstování kakaovníků. 12. 7. 1975 získala země nezávislost a São Tomé se stalo jejím hlavním městem. Krátce potom ho opustila většina Portugalců (asi 4 000), tento úbytek částečně doplnili uprchlíci z Angoly.

## Současnost

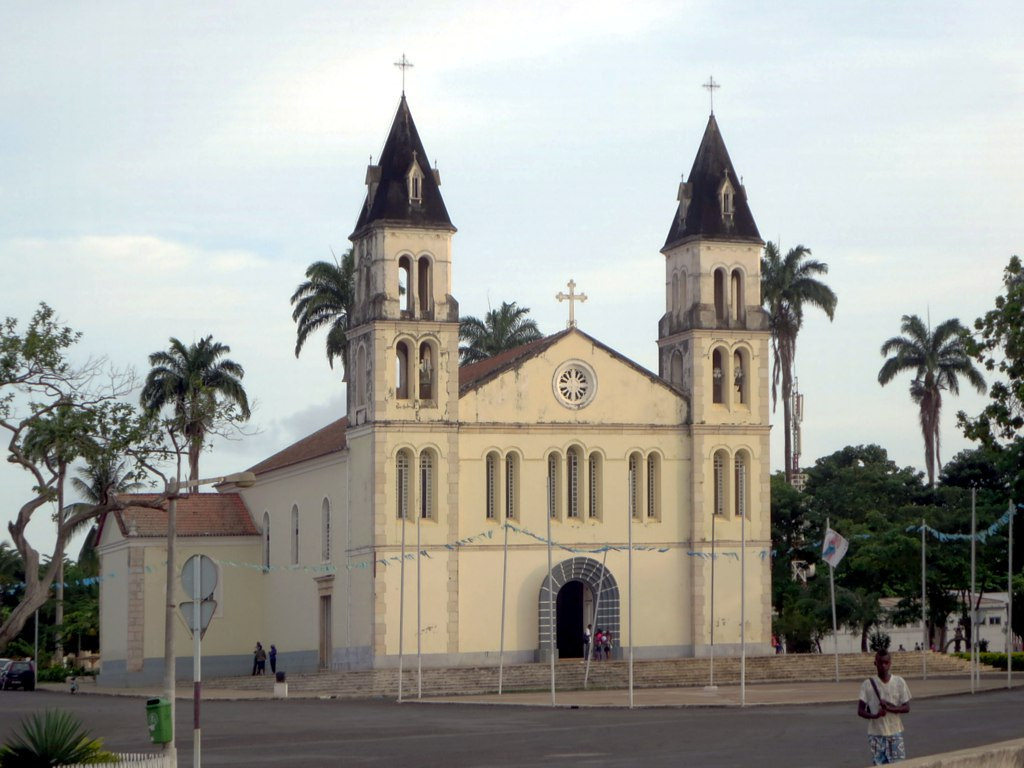
Katedrála Panny Marie Milosti, Svatý Tomáš

Dochovala se řada historických památek (např. pevnost São Sebastiao, bývalý palác guvernéra, katedrála sv. Tomáše, budovy prvních osadníků). Proti těmto stavbám tvoří kontrast moderní budovy zahraničních společností, bank a různých podniků. Město je plné zeleně, která roste i na zdech starých budov.
Hospodářsky největší význam má zpracování zemědělských plodin, například kakao představuje až 90% vývozu celé země.

## Podnebí
Ve městě panují po celý rok vysoké teploty. Průměrná teplota v lednu je 26 °C (průměrné lednové srážky činí 80 mm) a v červenci 23 °C (tento měsíc je obvykle bez srážek).
Nejvíce srážek spadne v březnu (150 mm).

## Obyvatelstvo
V roce 1950 žilo ve městě 5 607 lidí. Od té doby počet obyvatel značně vzrostl, i když v důsledku různých emigračních vln kolísal, jak ukazuje tabulka.
| Rok            | 1970   | 1978   | 1980   | 1991   |
| Počet obyvatel | 17 380 | 25 000 | 20 000 | 43 420 |

## Partnerská města
- Accra, Ghana
- Kingstown, Svatý Vincenc a Grenadiny
- Libreville, Gabon
- Lisabon, Portugalsko
- Luanda, Angola

## Galerie

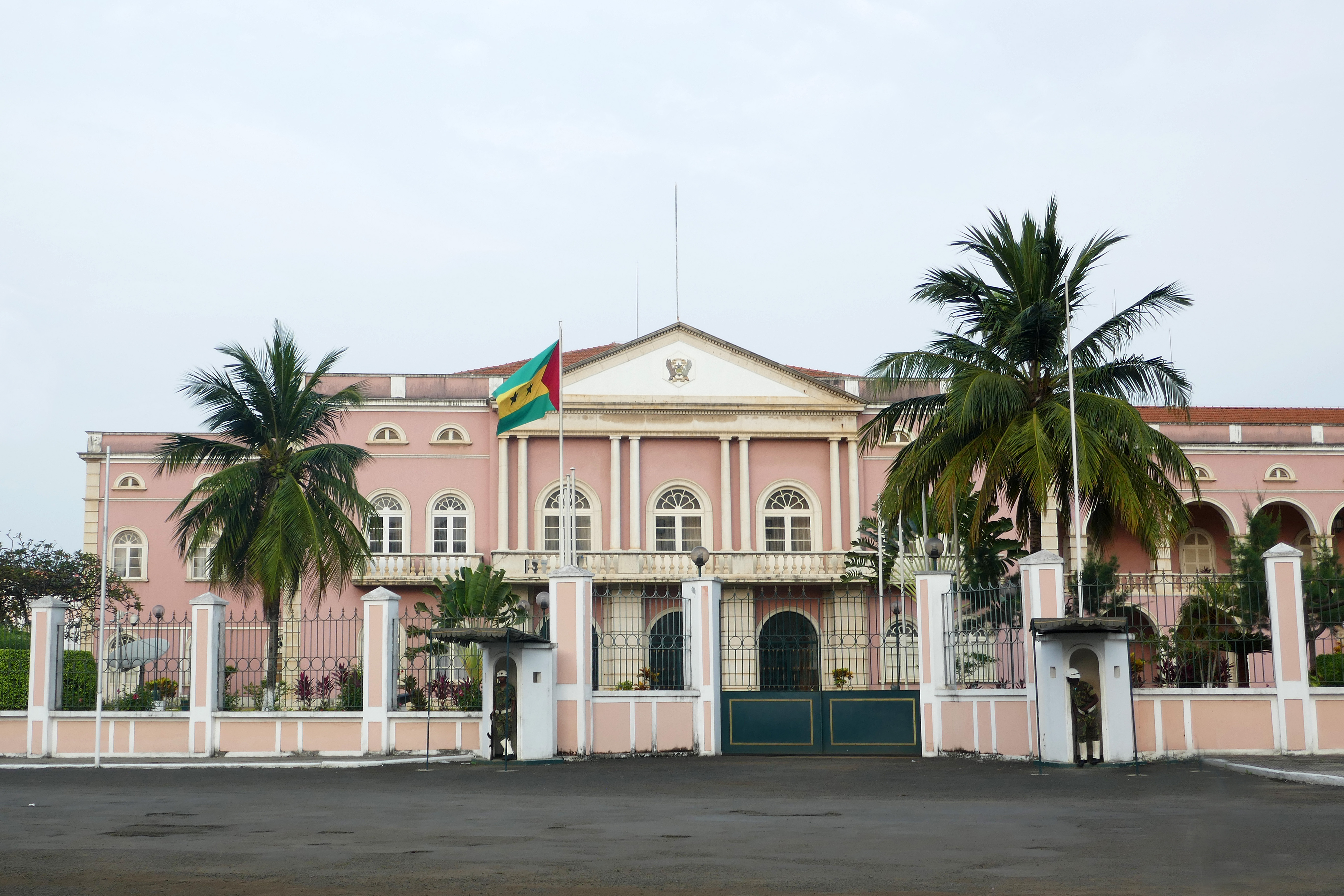
Prezidentský palác
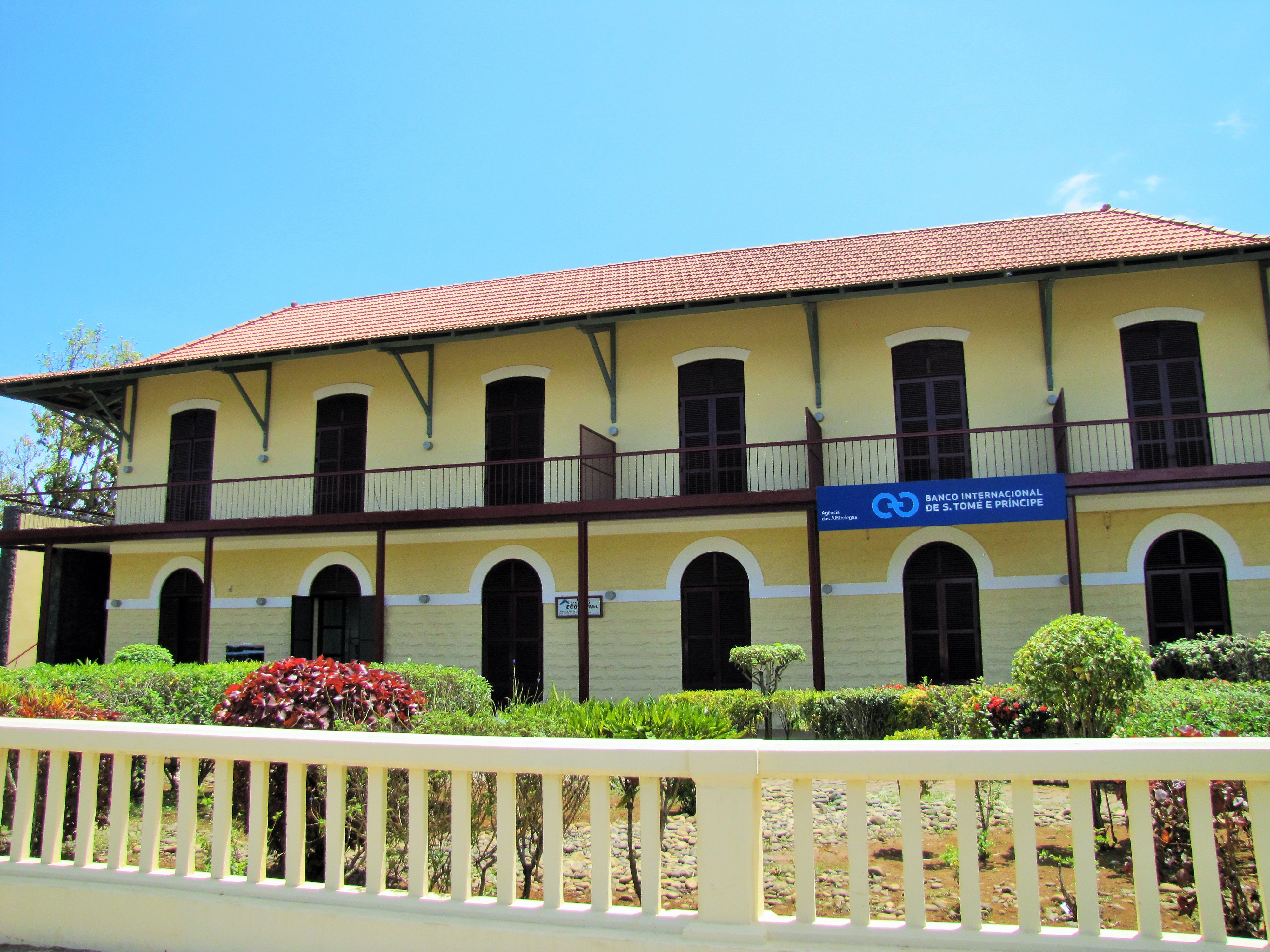
Mezinárodní banka Svatého Tomáše a Princova ostrova
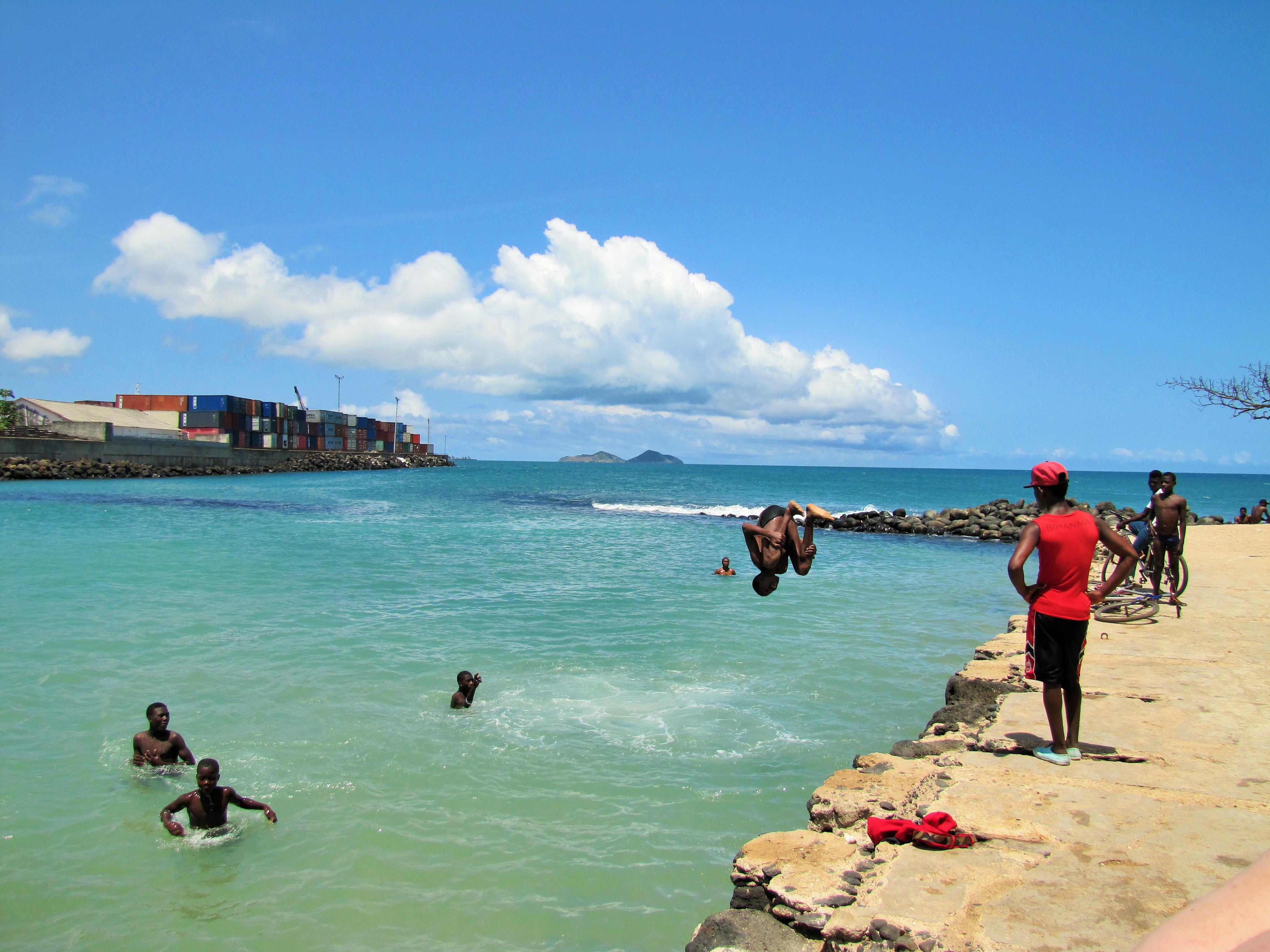
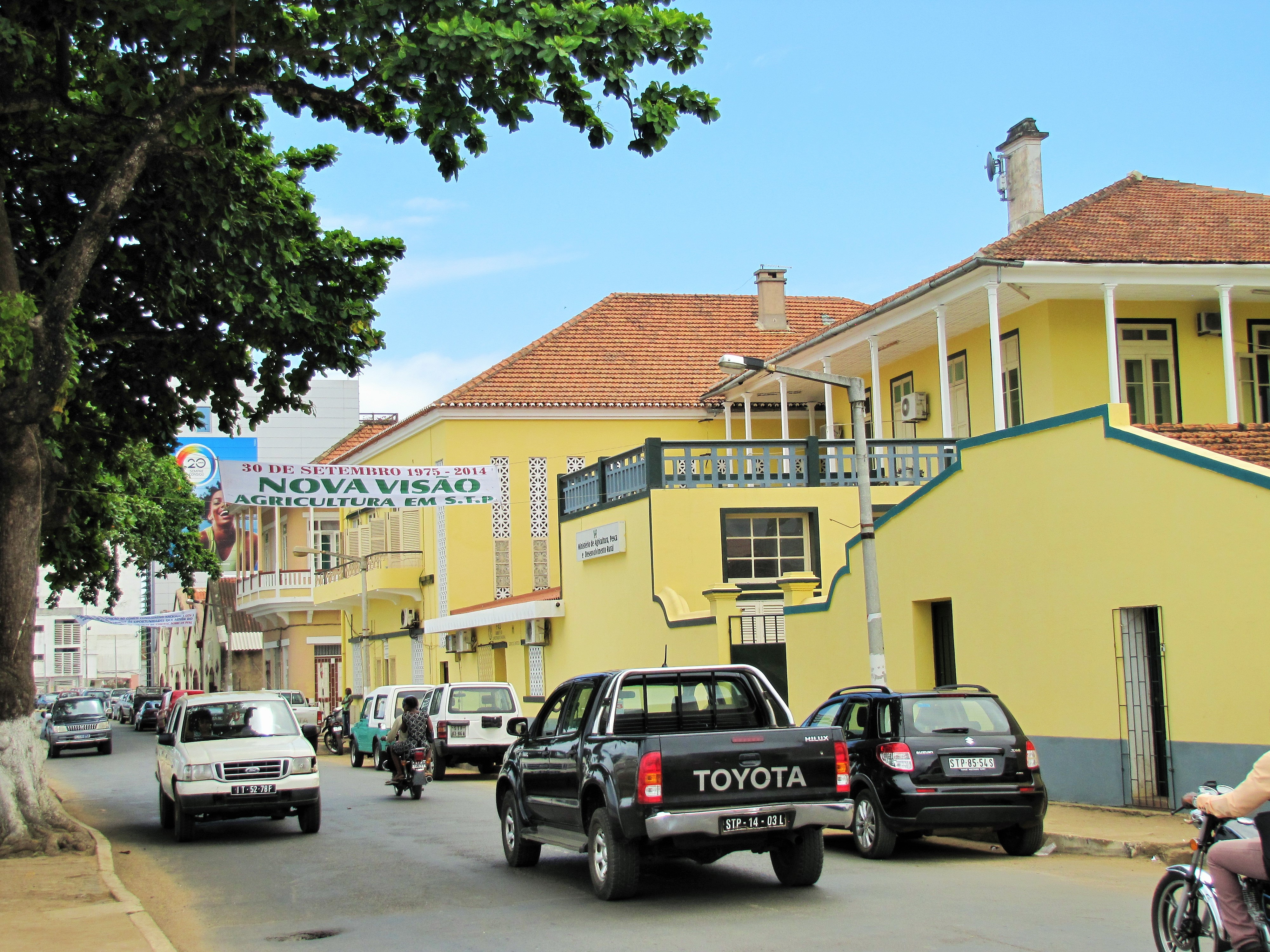
Centrum města